# متنزه الذهب
متنزه الذهب (بالتركية: Altınpark) هو حديقة عامة في أنقرة،

## الجغرافيا
يقع متنزه الذهب في منطقة ألتنداغ في أنقرة، على الطريق الذي يربط مدينة أنقرة بمطار أنقرة. مساحة الحديقة 64 هكتار (160 فدان)

## التاريخ
حتى عام 1977، كانت منطقة المنتزه عبارة عن ملعب جولف. في عام 1985، تم تحويلها إلى حديقة عامة من قبل بلدية العاصمة أنقرة.

## الحديقة اليوم
يتم تشغيل الحديقة الآن من قبل ANFA، وهي شركة تابعة لبلدية العاصمة أنقرة. مايقدر بـ 211،160 متر مربع من مساحة المنتزه محجوز للمساحة الخضراء و 9،302 متر مربع أخرى محجوزة لأسرة الزهور حيث يتم عرض الزهور والشتلات للبيع.
تبلغ مساحة البركة الاصطناعية 32.700 متر مربع. من بين مباني المتنزه، يعد مركز فيثا غورث للعلوم أحد أشهر المباني. هناك أيضا مسبح أولمبي، ورياض أطفال ومدارس صيفية، وعروض موسيقية ومائية خفيفة، ومناطق ألعاب وترفيه، وزوارق قديمة، وسيارات رحلات كهربائية، وقطار نزهة صغير، وعربات أحصنة. هناك أيضًا أكشاك ومطاعم داخل المنتزه.

## معرض الصور

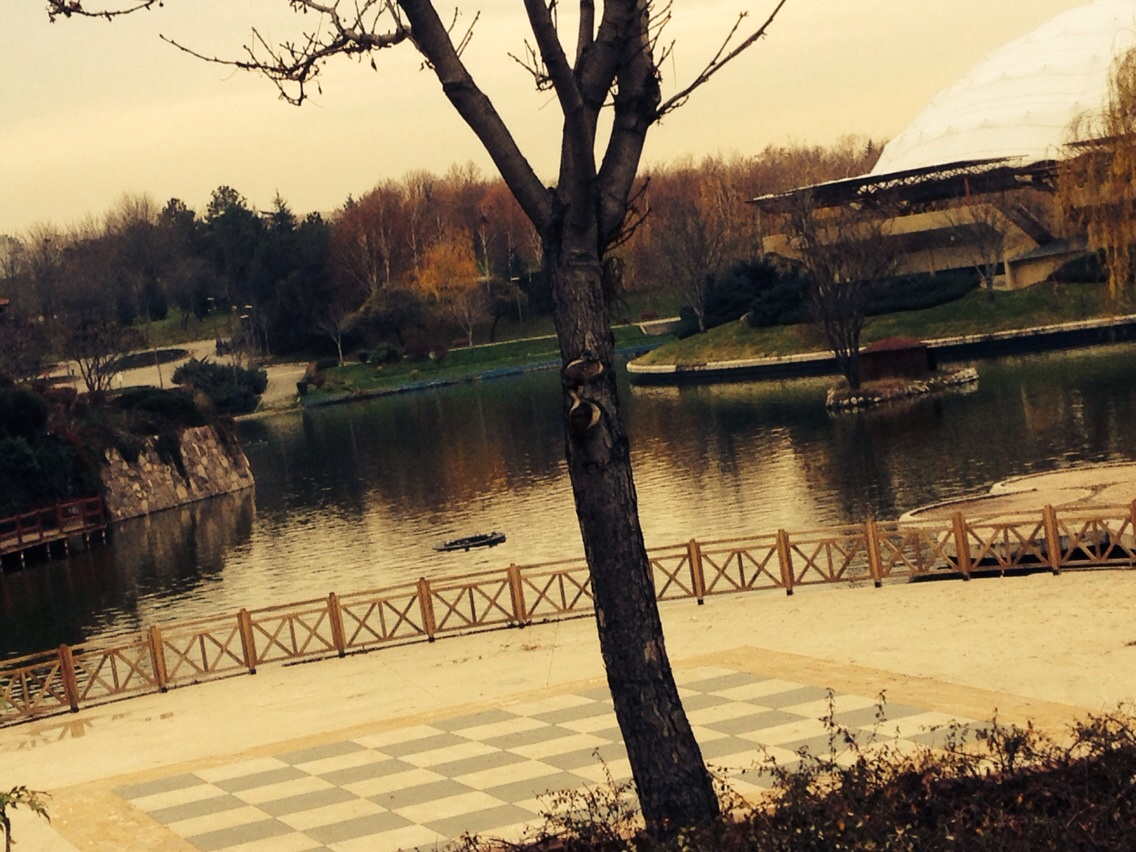
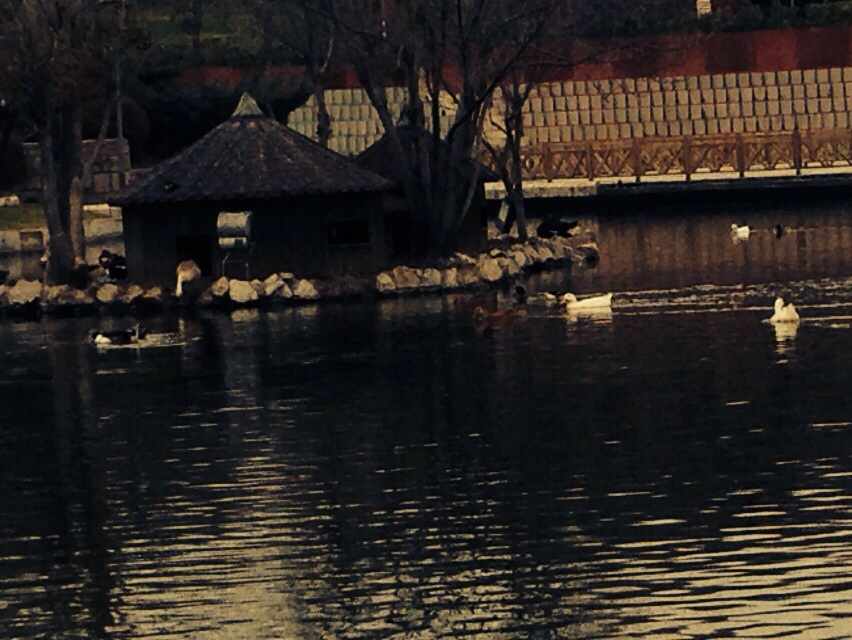
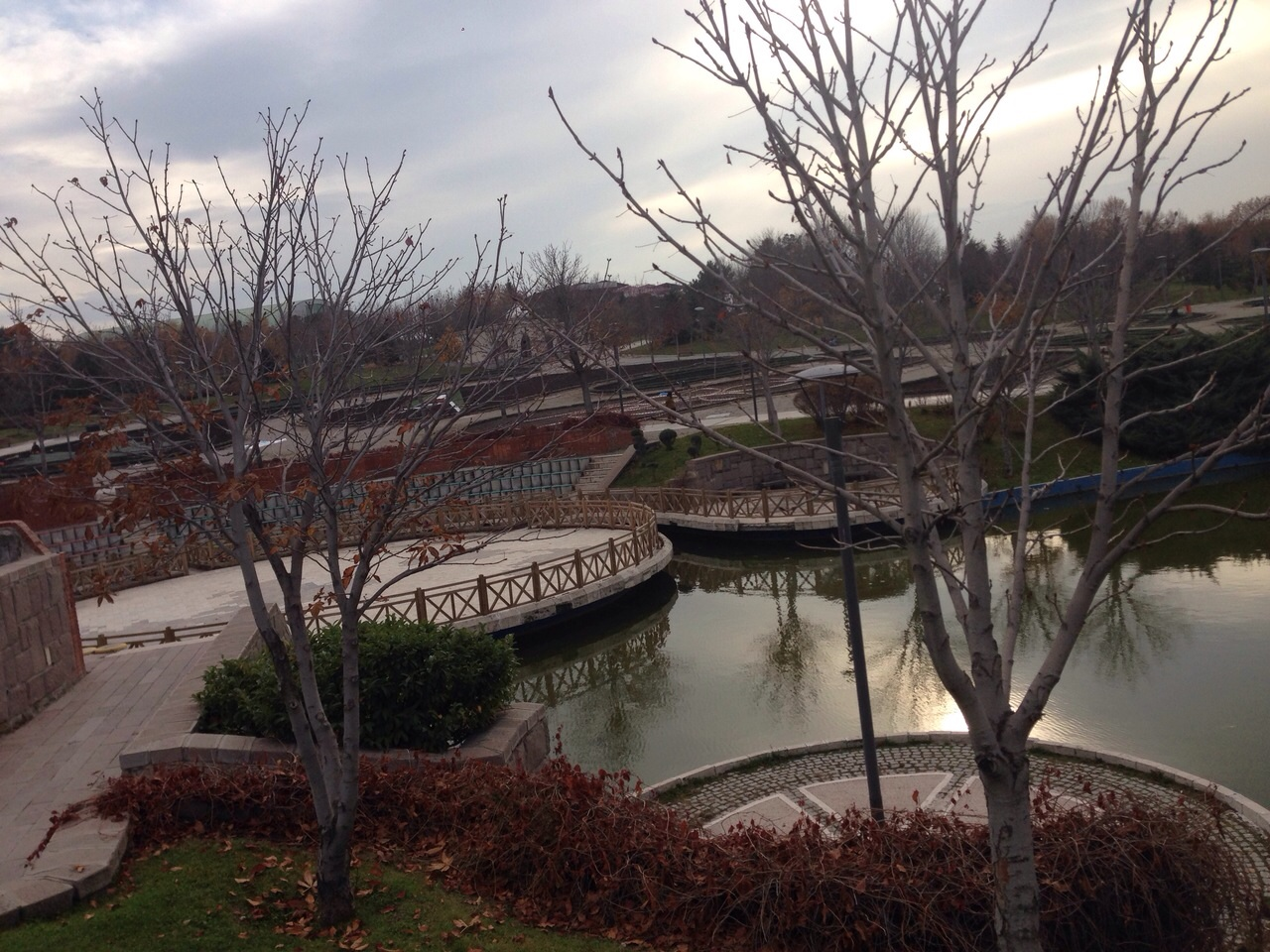
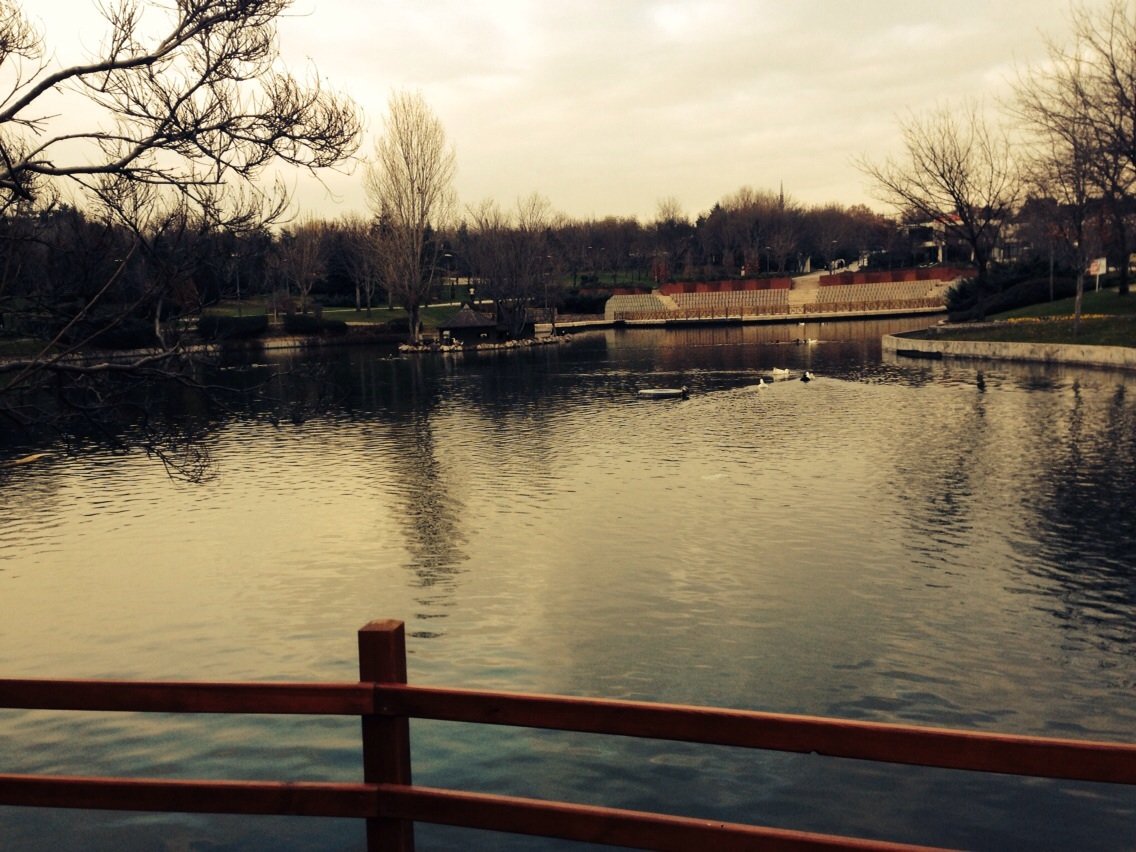
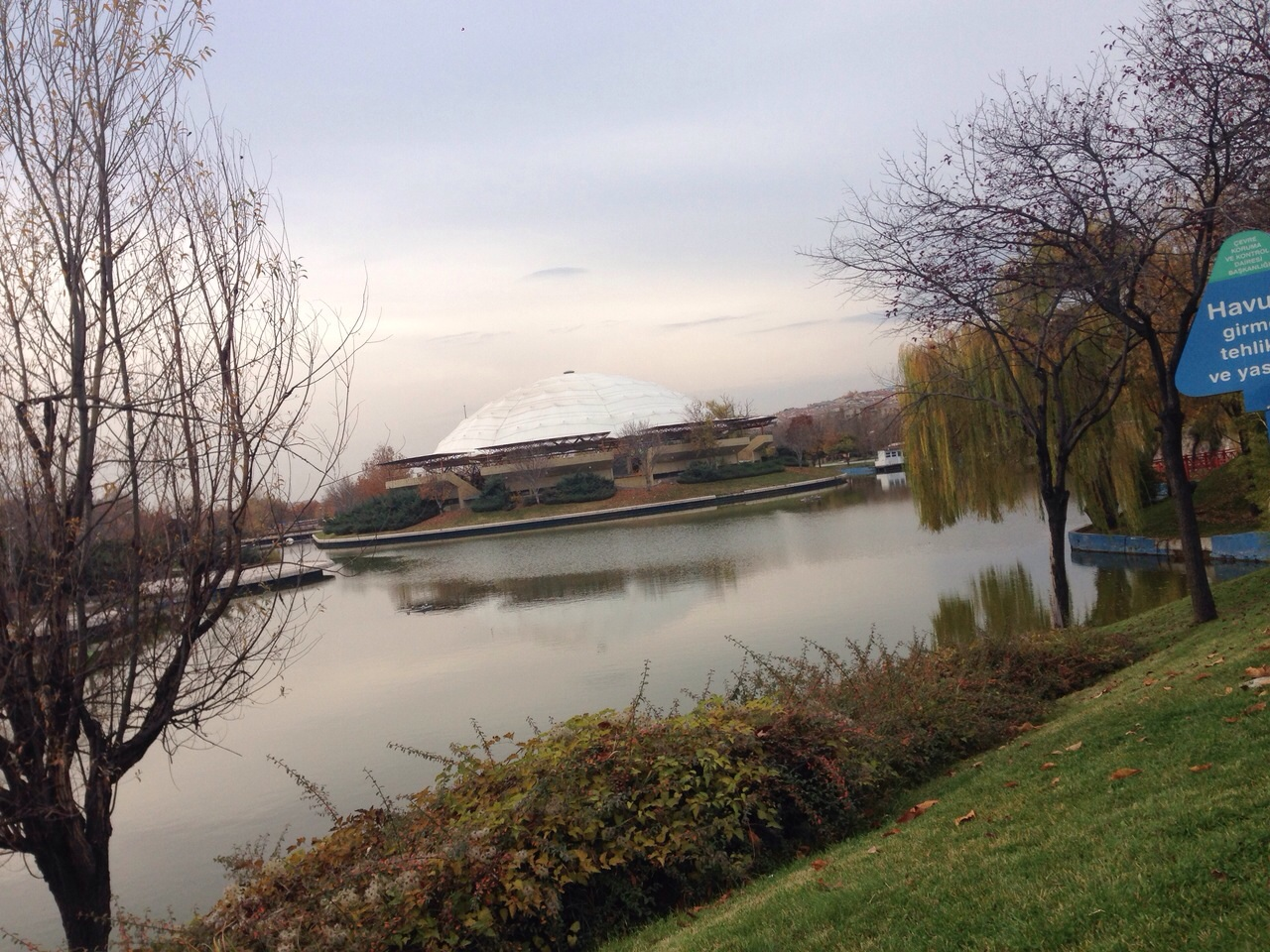
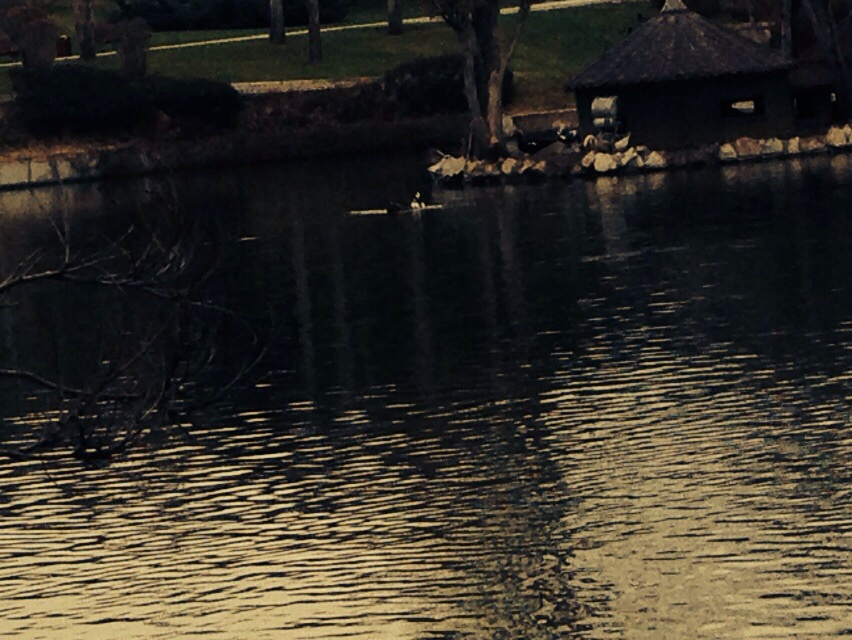